# Athripsodes morettii
Athripsodes morettii är en nattsländeart som beskrevs av Cianficconi och Salerno 2000. Athripsodes morettii ingår i släktet Athripsodes och familjen långhornssländor. Inga underarter finns listade i Catalogue of Life.